# Invecchiamento della popolazione
L'invecchiamento della popolazione è la tendenza  all'invecchiamento delle società. Invecchiano le persone (quota percentuale di persone over 65) ed invecchia quindi la popolazione, ma la società nel suo insieme rimane tale. Non solo l'età media della popolazione è aumentata negli ultimi decenni in modo straordinario, ma anche le previsioni di autorevoli organismi internazionali per i prossimi decenni confermano questa tendenza. Secondo le proiezioni delle Nazioni Unite, infatti, nel 2050 l'età media a livello planetario sarà di 38 anni, mentre nel 1990 era di 26 anni (con un aumento pari a oltre il 46% in 60 anni). Si tratta di un fenomeno unico nella storia dell'umanità, di notevole rilevanza sia relativamente che assolutamente.

## L'invecchiamento nel mondo
L'Europa è il continente che detiene il primato dell'età media più alta: già nel 1990 era di 37 anni, mentre nel 2050 l'ONU prevede che sarà di 47 anni. Viceversa l'Africa è il continente più giovane (secondo le previsioni lo rimarrà a lungo): mentre era di 18 anni nel 1990, secondo le proiezioni sarà di 31 anni nel 2050, con un aumento record di oltre il 70%. Si collocano in una zona intermedia le altre macroaree del pianeta: da 26 anni (nel 1990) a 39 anni (nel 2050) in Asia, da 36 anni a 42 in Nord America, da 24 anni a 38 in America Latina e nei Caraibi, da 31 anni a 39 in Oceania.

## L'aumento dell'età media nell'Unione europea
Più in particolare consideriamo l'incidenza della popolazione residente con almeno 65 anni d'età nei Paesi dell'Unione europea, che nel 2005 era pari al 17,2% (Ue a 15). È evidente l'aumento per il passato, se si considera che nel 1990 era pari al 14,6%, ma si è previsto anche un aumento per il futuro (18,1 nel 2010, 19,4 nel 2015 e 20,7 nel 2020). 
Nel 2005 il record assoluto è detenuto dall'Italia, con una percentuale pari al 19,4% - in seconda posizione tra i Paesi OCSE dopo il Giappone - a cui seguono la Grecia (18,6%) e la Germania (18,3%). Tra una percentuale del 17% e del 18% si collocano, invece, il Belgio e la Spagna (entrambe al 17,3%), preceduti di poco dalla Svezia (17,4%). Seguono la Francia (16,5%), l'Austria (16,1%) e il Portogallo (16%). Nel 2017, in Italia il 22.3% degli abitanti ha più di 65 anni. Se le previsioni sono corrette nei due Paesi OCSE in cui l'invecchiamento è maggiore, l'Italia e il Giappone, all'incirca una persona su quattro sarà ultrasessantacinquenne nel 2020 (23,5% in Italia e 27,8% nel Sol Levante). 

## Conseguenze
Secondo un articolo del The Wall Street Journal, la popolazione in età lavorativa degli Stati del primo mondo si ridurrà del 5% entro il 2050. La situazione sarà particolarmente grave in Corea del Sud (-26%), Giappone(-28%), Italia e Germania (-23%).

## Cause dell'invecchiamento demografico
Nell'Unione europea l'invecchiamento della popolazione è fondamentalmente una conseguenza di quattro fattori che interagiscono tra loro:
1. Basso numero medio di figli per donna, pari a 1,5 nell'UE a 25 (si tenga conto che in Italia è pari a circa 1,3), decisamente inferiore a un tasso del 2,1, necessario a stabilizzare idealmente la popolazione (in assenza di immigrazione). Secondo le proiezioni il numero medio di figli per madre è destinato ad aumentare leggermente, raggiungendo una cifra pari a 1,6 entro il 2030.
2. Diminuzione della fecondità degli ultimi decenni, in controtendenza rispetto al baby boom del dopoguerra, attualmente è causa dell'aumento della popolazione tra i 45 e i 65 anni; gli anziani dovranno essere mantenuti da un numero progressivamente minore di persone in età lavorativa. Il fenomeno, tuttavia, dovrebbe esaurirsi entro qualche decennio.
3. Aumento delle aspettative di vita alla nascita, che dal 1960 ai giorni nostri è già aumentata di 8 anni, mentre aumenterà di altri 5 anni entro il 2050 (stando alle previsioni). In sostanza: gli europei che nel 2050 avranno 65 anni potranno in media vivere 5 anni in più dei 65 enni di oggi. Dunque, saranno molte di più le persone di 80-90 anni e, soprattutto, ci sarà bisogno di più assistenza
4. Immigrazione: tende a ringiovanire la popolazione, visto che i migranti in genere sono in età lavorativa. Secondo le proiezioni di Eurostat entro il 2050 dovrebbero entrare nell'Unione europea circa 40 milioni di persone.

## Conclusioni
Il forte aumento della popolazione anziana a livello planetario, oltre ai problemi strettamente previdenziali, sarà accompagnato da una maggior richiesta di prestazioni sociali e sanitarie. In generale, sul piano demografico strutturale, si stanno verificando i seguenti fenomeni:
1. senilizzazione progressiva (aumento del numero di anziani e, in particolare, dei centenari)
2. femminilizzazione della vecchiaia (le donne sono più longeve)
3. diminuzione della natalità
4. allungamento dei tempi improduttivi (prima e dopo il periodo di attività lavorativa)
5. estensione del periodo di morbilità (più anni d'esposizione a malattie patologiche e/o croniche)

È quindi auspicabile che gli interventi in favore degli anziani siano a carattere strutturale ovvero di supporto alle famiglie di chi è nella fascia della terza età, ma anche alla più vasta rete sociale (formale e informale). È evidente che promuovere un'anzianità attiva (successful ageing) significa essere di giovamento sia al singolo individuo che all'intera collettività: secondo l'Organizzazione mondiale della sanità ciò comporta minori costi ma anche una maggiore efficienza. L'invecchiamento della popolazione mondiale è uno dei processi epocali più rilevanti e procede in modo inarrestabile, a ritmi molto elevati.